# Alchemilla submamillata
Alchemilla submamillata é uma espécie de rosácea do gênero Alchemilla, pertencente à família Rosaceae.